# میسیسس د اخدا
میسیسس د اخدا (به اسپانیایی: Micieces de Ojeda) یک شهرستان در اسپانیا است که در استان پالنسیا واقع شده‌است.

## خصوصیات
میسیسس د اخدا ۲۰ کیلومترمربع مساحت و ۱۰۴ نفر جمعیت دارد.